# Amore dolce amore
Amore dolce amore (Bittersweet Love) è un film drammatico del 1976 diretto da David Miller e scritto da D.A Kellogg e Adrian Morrall.

## Trama
Michael e Patricia si sono conosciuti in un modo insolito: Michael aveva fatto cadere le chiavi in una fontana e mentre cercava di recuperarle ha incontrato Patricia e si sono subito innamorati. Dopo aver scoperto che Patricia è incinta decidono di sposarsi e di tenere la cerimonia in Canada dove vive la famiglia di Michael. I genitori di Patricia non incontrarono Michael prima del matrimonio né parteciparono allo stesso perché erano all'estero e conobbero il genero solo al ritorno dal viaggio. Nel vedere le foto del matrimonio, la madre di Michael rimane scioccata nel conoscere il padre di Patricia perché anni prima durante alcuni appuntamenti con quest'ultimo era rimasta incinta di Michael. Pertanto la coppia di sposi viene a sapere che sono fratellastri, e con una gravidanza in corso!